# Carolyn Lee
Pour les articles homonymes, voir Carolyn Lee (homonymie).
Carolyn Lee, connue également sous le nom de Caroline Lee (vers 1858 – 1920), est une actrice américaine, active pendant la période du muet. 

## Filmographie partielle
- 1916 : The Flight of the Duchess d'Eugene Nowland
- 1916 : The Lottery Man de Leopold Wharton (en) & Theodore Wharton
- 1916 : It May Be Your Daughter
- 1917 : The Awakening of Ruth d'Edward H. Griffith
- 1918 : The Missionary de Leopold Wharton & Theodore Wharton
- 1919 : My Little Sister de Kenean Buel
- 1919 : Anne of Green Gables de William Desmond Taylor
- 1920 : The Copperhead de Charles Maigne